# Valeriy Heletey
Valeriy Viktorovych Heletey (en ucraniano: Валерій Вікторович Гелетей; Verkhniy Koropets, 28 de agosto de 1967) es un general de la policía ucraniano, que se desempeñó como Ministro de Defensa de Ucrania del 3 de julio al 14 de octubre de 2014.

## Biografía
Nacido en el Raión de Makuchevo, en el Óblast de Zakarpatia, Heletey trabajó brevemente como mecánico eléctrico de una compañía de camiones antes de ser reclutado por las Fuerzas Armadas de la Unión Soviética en 1985; sirvió en las tropas de frontera soviéticas. En marzo de 1988, Heletey comenzó su carrera en la policía del Ministerio del Interior, y en 1994 se graduó de la Academia de Asuntos Internos de Ucrania (Academia superior de policía) en Kiev. Trabajó para la policía hasta 2006, especializándose en la lucha contra el crimen organizado en Kiev.
En octubre de 2006, Heteley, como coronel fue contratado por la Administración Presidencial, encargándose de los asuntos relacionados con las Fuerzas del Orden. El 4 de diciembre de 2006 fue ascendido al rengo especial de Mayor General de la Policía.
El 24 de mayo de 2007, Heletey se convirtió en jefe de la Administración de Seguridad del Estado (UDO), que se especializa en la seguridad de los funcionarios gubernamentales. El 20 de junio de 2007 se le otorgó el grado de Mayor General del Ejército y el 21 de agosto del mismo año fue ascendido al de Teniente General. El 20 de agosto de 2008 Heletey recibió otro ascenso, esta vez al grado de Coronel General. En julio de 2009 dejó su cargo como jefe del UDO.
El 2 de marzo de 2014, el presidente interino de Ucrania, Oleksandr Turchínov, nombró a Heletey como jefe de UDO una vez más, en sustitución de Serhiy Kulyk. El 2 de julio de 2014, el recién elegido presidente Petro Poroshenko, propuso la candidatura de Heletey para el cargo de Ministro de Defensa y al día siguiente, el 3 de julio, la Rada Suprema aprobó la propuesta con 260 votos a favor de los 450 parlamentarios.
Durante su discurso inaugural, insinuó que Ucrania recuperaría el control de Crimea, perdido durante la Crisis de Crimea de 2014: "Estoy convecido de que Ucrania ganará, y, créanme, se llevará a cabo un desfile de la victoria en la Sebastopol ucraniana". A finales de agosto de 2014, escribió en su Facebook que los rebeldes habían sido derrotados y que Rusia se había visto obligada a iniciar una invasión a gran escala de la región con fuerzas regulares: "Ha llegado una gran guerra a nuestra puerta, algo que Europa no había visto desde la Segunda Guerra Mundial. Desafortunadamente, las pérdidas en tal guerra no se medirán en cientos, sino en miles y decenas de miles". El 1 de septiembre de 2014, Newsweek informó que Heletey afirmó en Facebook que Rusia amenazó a Ucrania con un ataque nuclear contra los rebeldes.
El 12 de octubre de 2014, Poroshenko aceptó la renuncia de Heletey y dijo que era hora de un cambio en el liderazgo de la defensa del país. Después de ser reemplazado por el comandante de la Guardia Nacional de Ucrania, Stepan Poltorak, Heletey fue nombrado jefe de la Guardia Estatal de Ucrania.
El 20 de octubre de 2014, la Comisión de Investigación Temporal de la Rada Suprema (investigación parlamentaria de Ucrania sobre la batalla de Ilovaisk), publicó un informe sobre los acontecimientos del "caldera de Ilovaisk", en el que se reconocía que la tragedia de Ilovaisk tuvo lugar debido a las acciones negligente del Ministro de Defensa Heletey y del Jefe del Estado Mayor Mushenko.